# متباينة ماركوف

متراجحة ماركوف تُعطي حدا قصويا لقياسات المجموعة (أُشير إليه باللون الأحمر) حيث تتعدى مستوى معينا ما. The bound combines the level with the average value of.

في نظرية الاحتمالات، تعطي متراجحة ماركوف (بالإنجليزية: Markov's inequality)‏ حدودا قصوى لاحتمال أن تكون دالة موجبة لمتغير عشوائي أكبر من عدد حقيقي موجب بالنسبة إلى خارج أمله الرياضي على ذلك العدد .
سُميت هذه المتراجحة هكذا نسبة إلى عالم الرياضيات الروسي آندريه ماركوف.